# Temnora magambana
Temnora magambana is een vlinder uit de familie pijlstaarten (Sphingidae). De wetenschappelijke naam van deze soort is voor het eerst geldig gepubliceerd in 2011 door Philippe Darge.
De soort komt voor in het Afrotropisch gebied.